# Idioma pocomam
El idioma pocomam (también llamado pokomam o poqomam) es un idioma maya, emparentado con el idioma poqomchi. Es hablado por alrededor de 30 000 personas en varios lugares de Guatemala, principalmente en el departamento de Alta Verapaz y en el municipio de Palín, Escuintla. En El Salvador no se conoce número de hablantes, se cree que la lengua ya está extinta ahí. En tiempos prehispánicos también fue hablado en Honduras.
Se lo clasifica en pocomam central hablado en Chinautla y en El Salvador, pocomam oriental (San Luis Jilotepeque), y pocomam suroriental (Palín).